# Georges Rol
Pour les articles homonymes, voir Rol.
Georges Rol, né le 22 mai 1926 à Thiviers (Dordogne) et mort le 13 avril 2017 à L'Isle-d'Espagnac, est un évêque catholique français, évêque émérite d'Angoulême depuis 1993.

## Principaux ministères
Georges Rol a été ordonné prêtre le 28 février 1953.
Vingt ans plus tard, le 27 février 1973, il est nommé évêque in partibus de Gabii (de) et évêque coadjuteur d'Angoulême. Il est consacré le 1er mai 1973 et devient évêque titulaire de ce diocèse le 1er juillet 1975.
Il se retire à l'âge de 67 ans, le 22 décembre 1993.